# オレラニン
オレラニン (orellanine) は、オレラニとして知られるフウセンタケ属のドクフウセンタケやジンガサドクフウセンタケで見られるマイコトキシンである。構造的には、ピリジン-N-オキシドの二量体で、除草剤のジクワットといくらか関連している。

## 歴史
1957年にポーランドのブィドゴシュチュで135人の集団中毒が起き、うち19人が死亡したことで、オレラニンは初めて人々の注目を集めた。フウセンタケ属(Cortinarius)のキノコに含まれる。この属の全てのキノコがオレラニンを含み毒を持つわけではないが、ドクフウセンタケ(C. orellanus)、ジンガサドクフウセンタケ(C. rubellus )、C. henrici、C. rainerensis、C. bruneofulvusはオレラニンを含む。これらのキノコに関係する中毒は、ほとんどが狩猟採集を主要な栄養源とするヨーロッパであるが、北アメリカ等でも生じることがある。オレラニンは急性腎不全の原因となることが分かっており、幻覚効果を引き起こすと誤解して摂取した症例が多くある。
1962年にStanislaw Grzymalaにより、ドクフウセンタケから初めてメタノール抽出及び単離された。Grzymalaはオレラニンの単離に加え、ドクフウセンタケの腎毒性を示し、オレラニンの物理的及び化学的性質を決定した。彼は、このキノコの毒は、遅発性急性腎不全と関連していること、また単離された白色結晶を150℃以上に加熱すると徐々に分解することを発見した。この最初の単離の後、1979年にAntkowiakとGessnerにより初めて構造が解明された。2人は、オレラニンが自身の分解物であり無毒のオレリンのモノ-N-オキシドであることも示した。オレラニンの最初の合成は1985年に成功した。Tiecco, Mらは、市販される3-ヒドロキシピリジンを用いてオレラニンを全合成した。最初の全合成の後、1987年にCohen-AddadらによりX線結晶構造解析が行われ、構造が確定した。

## 合成
オレラニンの化学構成は、1970年代後半にポーランドの化学者であるAntkowiakとGessnerによってビピリジンジオキシドであることが初めて明らかにされた。互変異性であり、より安定なのはアミンオキシド型である。オレラニンの興味深い特徴として、アルミニウムイオンと結合してキレート錯体を形成する。
オレラニンの最初の合成は、1985年にTiecco, Mらにより3-ヒドロキシピリジンを用いて行われた。この合成は8ステップからなり、収率は79–87%であった。合成すると、2つのピリジン環はほぼ垂直になり、分子はキラルになる。キノコから単離すると、光学不活性なラセミ体である。他の合成手法も試みられた。例えば、DehmlowとSchulzは、1985年に3-アミノピリジンから9ステップで合成し、収率は30%であった。
Tiecco, M.らによる合成を書きに示す。1ステップ目で3-ヒドロキシピリジンをアルカリ溶液中で臭素処理して2を得る。このステップの生成物をジメチルホルムアミド溶媒でO-アルキル化し、3を得る。3をクロロホルム中でm-クロロ過安息香酸により酸化し、4を得る。この生成物は硝酸及び硫酸で処理され、5と6の混合物が得られる。5は水に不溶であるが6は可溶であり、これら2つの分子は、混合物と水を混ぜることで分離される。6はその後、メタノール中でナトリウムメトキシドと反応して、もう1つのメトキシ基が付加して7となり、7は三臭化リンにより脱酸素化して8となる。テトラメチルオレリン(9)を得るために、トリフェニルホスフィン、塩化ニッケル(II)六水和物、亜鉛粉末を用い、ニッケル-ホスフィン錯体を用いてハロピリジンのホモカップリングを行う。8由来のビピリジル化合物を臭化水素酸で脱アルキル化することにより、黄色の結晶性固体オレリン(10)が得られる。オレリンを過酸化水素中で加熱して酸化し、目的化合物のオレラニン(11)を得る。
9からオレラニンを合成するもう1つの方法は、これをクロロホルム中で過剰のm-クロロ過安息香酸と反応させてテトラメチルオレラニン(12)とし、これを臭化水素で脱メチル化することでオレラニンを得る。

## 毒性
オレラニンの構造が解明される前から、正電荷を持つ窒素原子を含むビピリジンの毒性は知られていた。除草剤のパラコートやジクワットは、植物だけではなくヒトや家畜にも毒性を持つ。荷電窒素を持つビピリジンは、成体内の重要な酸化還元反応を混乱させ、1つか2つの電子を盗み取ったり、また電子を他の、しばしば望ましくない酸化還元反応系にバイパスしたりする。最終生成物は、過酸化物イオンまたは超酸化物イオンであり、後者は細胞に有害である。恐らくオレラニンも同様に作用していると考えられるが、酸化還元系の混乱から深刻な腎臓への影響が現れる過程は正確に理解されていない。
ヒトでは、オレラニンの腎毒性の特徴は、摂取からの遅延が長いことである。通常、摂取後2–3日で最初の症状が現れ、場合によっては3週間後にもなる。オレラニン中毒の最初の症状はインフルエンザと似ており（吐き気、嘔吐、胃痛、頭痛、筋肉痛）、初期の腎不全（喉の渇き、頻尿、腎臓とその周辺の痛み）が続き、最終的に排尿の減少や停止、その他の腎不全の症状が現れ、治療を行わないと死に至る。
マウスでの半数致死量は、体重1kgあたり12–20mgであり、これは2週間以内に死に至る量である。ヒトでのオレラニンと関連したキノコ中毒の場合を考えると、体重当たりの致死量はかなり低いと考えられる。

## 治療
オレラニン中毒の解毒剤は知られていないが、早期の入院加療により重症化に至らず、死を防ぐことができる。研究は続いており、一部では腎不全からの回復のため、抗酸化治療や副腎皮質ステロイドが利用される。